# Verano de Cavaillon
Verano de Cavaillon, nace en Javouls, Francia, se desconoce la fecha exacta pero se cree que a comienzos del siglo VI. Fue un obispo, escritor antiguo y conocido por ser taumaturgo. 

## Biografía
Su familia es presentada por su biógrafo como perteneciente a la clase media, ni de condición aristócrata ni pobre. Ya desde muy joven, queriendo consagrarse a Dios, llega a ser sacerdote en Cavaillon. No se sabe bien cuando nació, pero ya desde muy joven, queriendo consagrarse a Dios, llega a ser sacerdote en Cavaillon. Antes del 575 es hecho obispo de la misma ciudad por el rey Sigeberto I (+575)  ocupando la catedral episcopal hasta su muerte, en el 589.
Hay tres lugares en Francia que llevan el nombre de Vaucluse. Uno da al sur de Francia donde se ha conservado, la tumba de una de las grandes figuras del siglo VI. San Verán, el oráculo de los concilios, el poderoso taumaturgo, es decir, el gran benefactor del pueblo de esta época, el moralista más activo, el padrino del merovingio (de la primera dinastía de Francia)  Teodorico, el pacificador de la discordia real, uno de los más importantes hombres y más venerados de toda la Galia. En el 587 bautizó a Teoderico, hijo de Childeberto I (596) y de su segunda mujer, Faileuba.
Gregorio de Tours escribe sobre los milagros realizados por Veranus, incluida la expulsión de un dragón. También es recordado como líder en obras de caridad y como patrón de los monasterios locales, no solo en Francia sino también en Italia, particularmente en la ciudad de Albenga, donde jugó un papel decisivo en la conversión del pueblo al cristianismo. Pronto se corrió la voz de que el sacerdote Vera ahuyentaba a los espíritus malignos, sanaba a los enfermos y dominaba los elementos. Era necesario, en efecto, para hablar milagrosamente a los adeptos en muchos núcleos del paganismo. Dios dio una parte de su poder al fiel imitador de su divino Hijo, que prometió a sus discípulos el don milagros. Así que el santo misionero mostró sus títulos como mensajero de las maravillas de Dios. Muere cerca del 589. Después de su muerte, el obispado de Cavallion permaneció vacante durante dos siglos.
La biblioteca de Carpentras tiene cuatro manuscritos sobre el gran hacedor de milagros. El primero en nacer en Francia, el reino de París, u Orleans, quizás en Austrasia; los otros dos, que también parecen ser de siglo X en cuanto al contenido, colocan su patria en los alrededores de Mende; el cuarto, titulado la vida de mister sainct Véran, euesque y jefe de la ciudad de Cavalhon, le asigna a Jargeau, en la diócesis de Orléans; André du Saussaye, en su Martirologio de Francia, adoptando el segunda opinión, le hace nacer en Gévaudan, así como los autores de Galia cristiana. El Breviario de Cavaillon designa a Vaucluse por la patria de S. Véran.  

## Obras
- El único testimonio literario atribuido a él es la llamada sententia de castitate sacerdotum, un breve sumario  de lo que había dicho en el concilio, probablemente en el de Mácon de 585. Trata de la pureza corporal y espiritual que deben guardar los eclesiásticos; condena el matrimonio de los sacerdotes y prefiere la ordenación de los monjes.